# بيرنابي ريفيرا
بيرنابي ريفيرا (بالإسبانية: Bernabé Rivera)‏ لاعب كرة قدم باراغواياني راحل كان يجيد اللعب في خط الهجوم .
لعب طوال مسيرته الرياضية في نادي سبورتيفو لوكوينو . شارك مع منتخب الباراغواي في بطولة كأس العالم 1930 في الأوروغواي .

## روابط خارجية
- بيرنابي ريفيرا على موقع الاتحاد الدولي (مؤرشف)  (الإنجليزية)
- بيرنابي ريفيرا على موقع Soccerway.com (الإنجليزية)
- بيرنابي ريفيرا على موقع عالم كرة القدم.نت (الإنجليزية)